# Włodzimierz Kraszkiewicz
Włodzimierz Kraszkiewicz (ur. 14 października 1896 w Hrubieszowie, zm. 1971 w Taunton) – major piechoty Wojska Polskiego, działacz niepodległościowy, kawaler Orderu Virtuti Militari.

## Życiorys
Urodził się 14 października 1896 w Hrubieszowie, ówczesnym mieście powiatowym guberni lubelskiej, w rodzinie rolników Jana i Marty z Ciesielczuków.
30 lipca 1915, po ukończeniu szóstej klasy Gimnazjum Państwowego w Hrubieszowie, wstąpił do Legionów Polskich i został przydzielony do 1. kompanii I batalionu 4 pułku piechoty.
Od 3 lipca do 1 listopada 1919 był uczniem klasy 15. Szkoły Podchorążych w Warszawie. 9 grudnia 1919 został mianowany z dniem 1 grudnia 1919 podporucznikiem w piechocie i przydzielony do 35 pułku piechoty.
12 kwietnia 1927 prezydent RP nadał mu stopień kapitana z dniem 1 stycznia 1927 i 66. lokatą w korpusie oficerów piechoty. W 1927 został przeniesiony do Kadry Marynarki Wojennej w charakterze instruktora. W listopadzie 1928 został przydzielony do baonu podchorążych rezerwy piechoty nr 6a w Rawie Ruskiej na stanowisko instruktora. W marcu 1931 został przeniesiony do Korpusu Ochrony Pogranicza i przydzielony do baonu KOP „Ostróg”. W styczniu 1933 został odkomenderowany na kurs w Centrum Wyszkolenia Piechoty w Rembertowie. Po ukończeniu kursu wrócił do Ostroga. 4 lutego 1934 prezydent RP nadał mu z dniem 1 stycznia 1934 stopień majora w korpusie oficerów piechoty i 42. lokatą. W marcu oczekiwał na nowy przydział. W kwietniu tego roku został przeniesiony do 44 pułku piechoty w Równem na stanowisko dowódcy batalionu.
W 1938 został przeniesiony na stanowisko dowódcy baonu KOP „Żytyń”. Na czele tego oddziału walczył w kampanii wrześniowej. Dostał się do niemieckiej niewoli. Przebywał kolejno w Oflagu XI A Osterode, Oflagu IV B Königstein i Oflagu VII A Murnau. Po uwolnieniu z niewoli został przyjęty do 2 Korpusu Polskiego we Włoszech, w którym objął dowództwo 11 wołyńskiego baonu strzelców. 24 lutego 1947 objął dowództwo 511 Oddziału Polskiego Korpusu Przysposobienia i Rozmieszczenia (ang. 511 Basic Unit Polish Resettlement Corps), który powstał w wyniku połączenia 10 i 11 wołyńskiego baonu strzelców.
Był żonaty, miał syna Mirosława Jana (ur. 15 lutego 1926).

## Ordery i odznaczenia
- Krzyż Srebrny Orderu Wojskowego Virtuti Militari nr 4519[19] – 1921[20]
- Krzyż Niepodległości – 6 czerwca 1931 „za pracę w dziele odzyskania niepodległości”[21]
- Krzyż Walecznych dwukrotnie[22][23]
- Złoty Krzyż Zasługi[24]
- Srebrny Krzyż Zasługi[22][23]
- Medal Pamiątkowy za Wojnę 1918–1921[22]
- Medal Dziesięciolecia Odzyskanej Niepodległości[22]